# Ville-district
 (signalé en mai 2025).
Si vous disposez d'ouvrages ou d'articles de référence ou si vous connaissez des sites web de qualité traitant du thème abordé ici, merci de compléter l'article en donnant les références utiles à sa vérifiabilité et en les liant à la section « Notes et références ».
- Archive Wikiwix
- Bing
- Cairn
- DuckDuckGo
- E. Universalis
- Gallica
- Google
- G. Books
- G. News
- G. Scholar
- Persée
- Qwant
- (zh) Baidu
- (ru) Yandex
- (wd) trouver des œuvres sur Wikidata

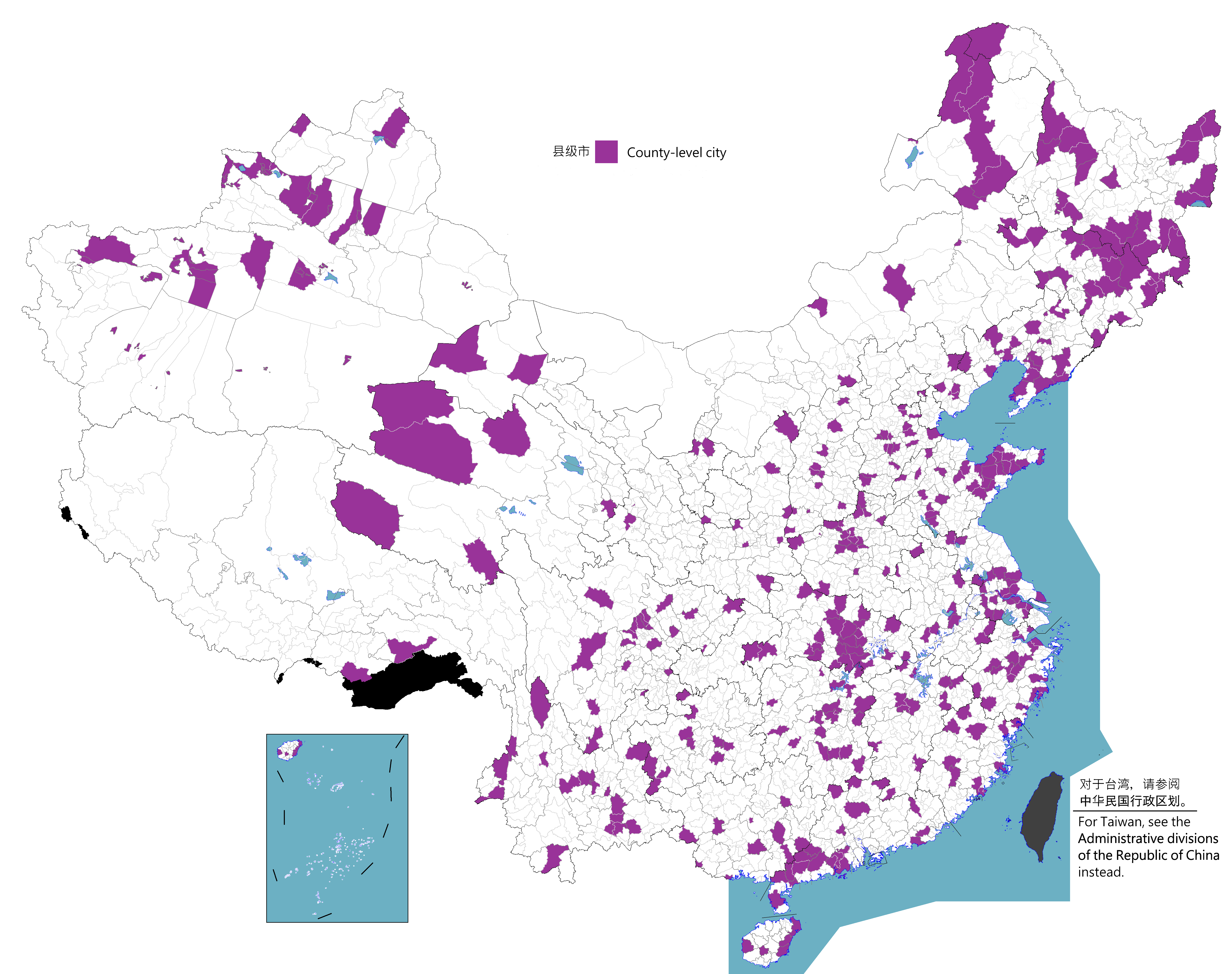
Carte des villes-districts.

Les villes-districts ou villes-comtés (chinois simplifié : 县级市 ; pinyin : xiànjí shì ; litt. « ville du niveau district ou comté » ; mongol : ᠬᠣᠰᠢᠭᠤᠨ ᠤ ᠡᠩ ᠲᠡᠢ ᠬᠣᠲᠠ ; tibétain : རྫོང་རིམ་པ་གྲོང་ཁྱེར།, ouïghour : ناھىيىسى دەرىجىلىك شەھەر) parfois traduit en villes de sous-préfecture sont une subdivision administrative en république populaire de Chine. Elles sont situées au 3e niveau des subdivisions administratives (niveau de la sous-préfecture), immédiatement inférieur à la préfecture ou à la ville-préfecture. Les villes-districts correspondent le plus souvent à un centre urbain entouré de zones rurales.
Elles avaient le statut de ville administrative spéciale (专辖市, zhuānxiá shì) (1949 – 1970) puis de ville d'administration territoriale (地辖市, dìxiá shì) (1970 – 1983).